# روث باترسون
روث باترسون (بالإنجليزية: Ruth Patterson)‏ هي قسيسة بريطانية، ولدت في 1944.